# Веллеццо-Беллини
Веллеццо-Беллини (итал. Vellezzo Bellini) — коммуна в Италии, располагается в регионе Ломбардия, подчиняется административному центру Павия.
Население составляет 2251 человек, плотность населения составляет 322 чел./км². Занимает площадь 7 км². Почтовый индекс — 27010. Телефонный код — 0382.
Покровителем коммуны почитается святой апостол Варфоломей, празднование 24 августа.